# Kostel svatého Vavřince (Velký Uhřínov)
Kostel svatého Vavřince je římskokatolický filiální, bývalý farní kostel v Uhřínově, který patří pod obec Liberk. Je chráněn jako kulturní památka České republiky.. Památkově chráněná je i v sousedství stojící fara a sousoší Kalvárie.

## Historie
První kostel v obci je doložen v roce 1350. Autorem současného barokního kostela z let 1752–1755 je královéhradecký architekt František Kermer.

## Architektura
Budova kostela je jednolodní, plochostropá, s pravoúhlým presbytářem a s hranolovou věží v západním průčelí. V roce 2001 byla původní věž demontována, vybudována nová konstrukce krovu a poté byla navrácena na původní místo.
Zařízení je rovněž barokní. Hlavní oltář pochází z roku 1759 s obrazem J. Huberta a sochami sv. Petra a Pavla. Na bočním oltáři je obraz umírajícího sv. Josefa z roku 1822 od Fr. Walderra. Po stranách jsou sochy sv. Jáchyma a Anny z roku 1762 od řezbáře z Liberka a malíře ze Žamberka.

## Interiér
Inventář je barokní. Hlavní oltář se sochami sv. Petra a Pavla je z roku 1759. Boční oltář s obrazem umírajícího sv. Josefa od Františka Walderra je z roku 1822. Po stranách jsou sochy sv. Jáchyma a sv. Anny od řezbáře z Liberka a malíře ze Žamberka.

## Bohoslužby
Bohoslužby se konají některé soboty od 15.00.

## Galerie

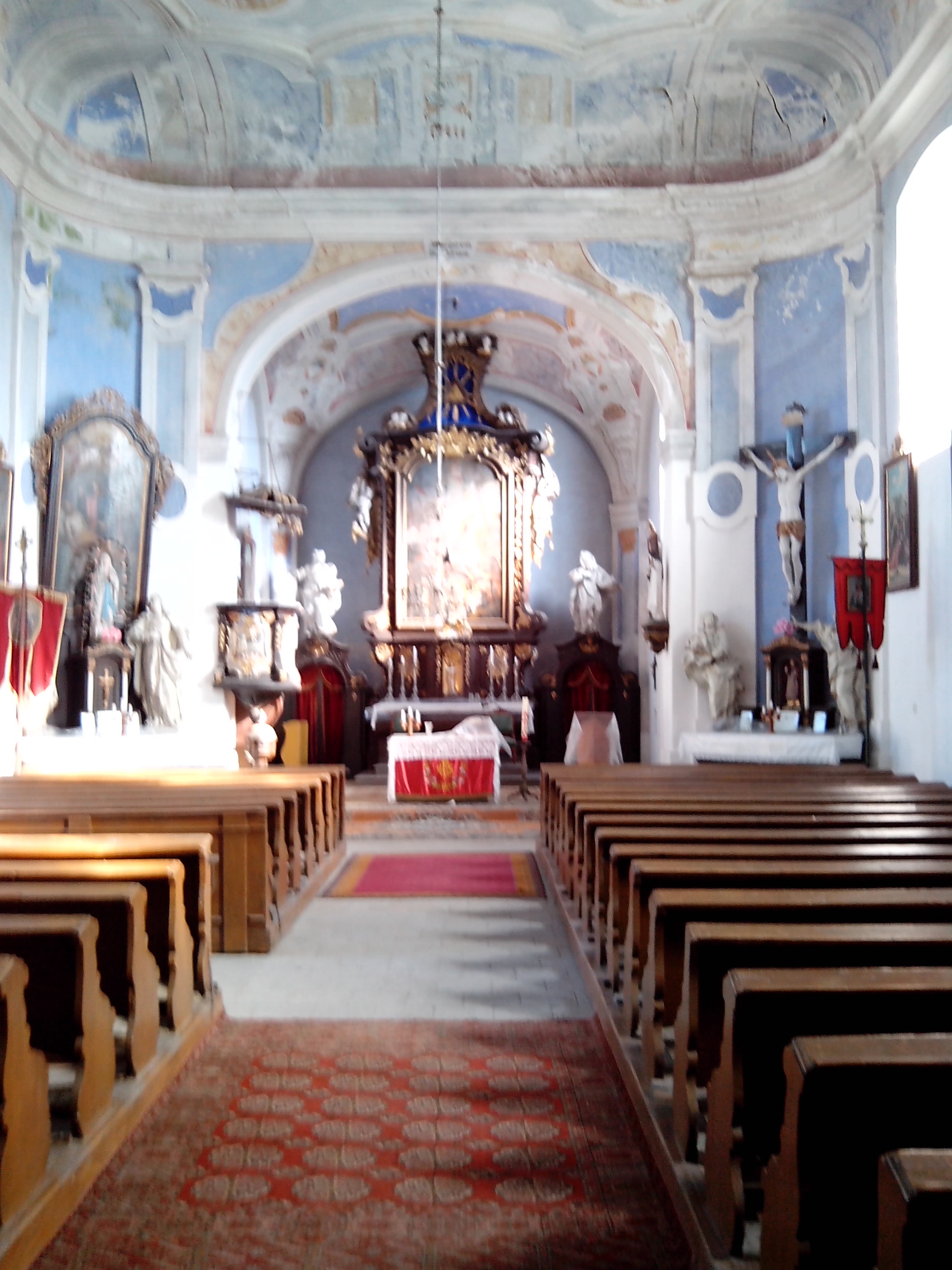
interiér kostela
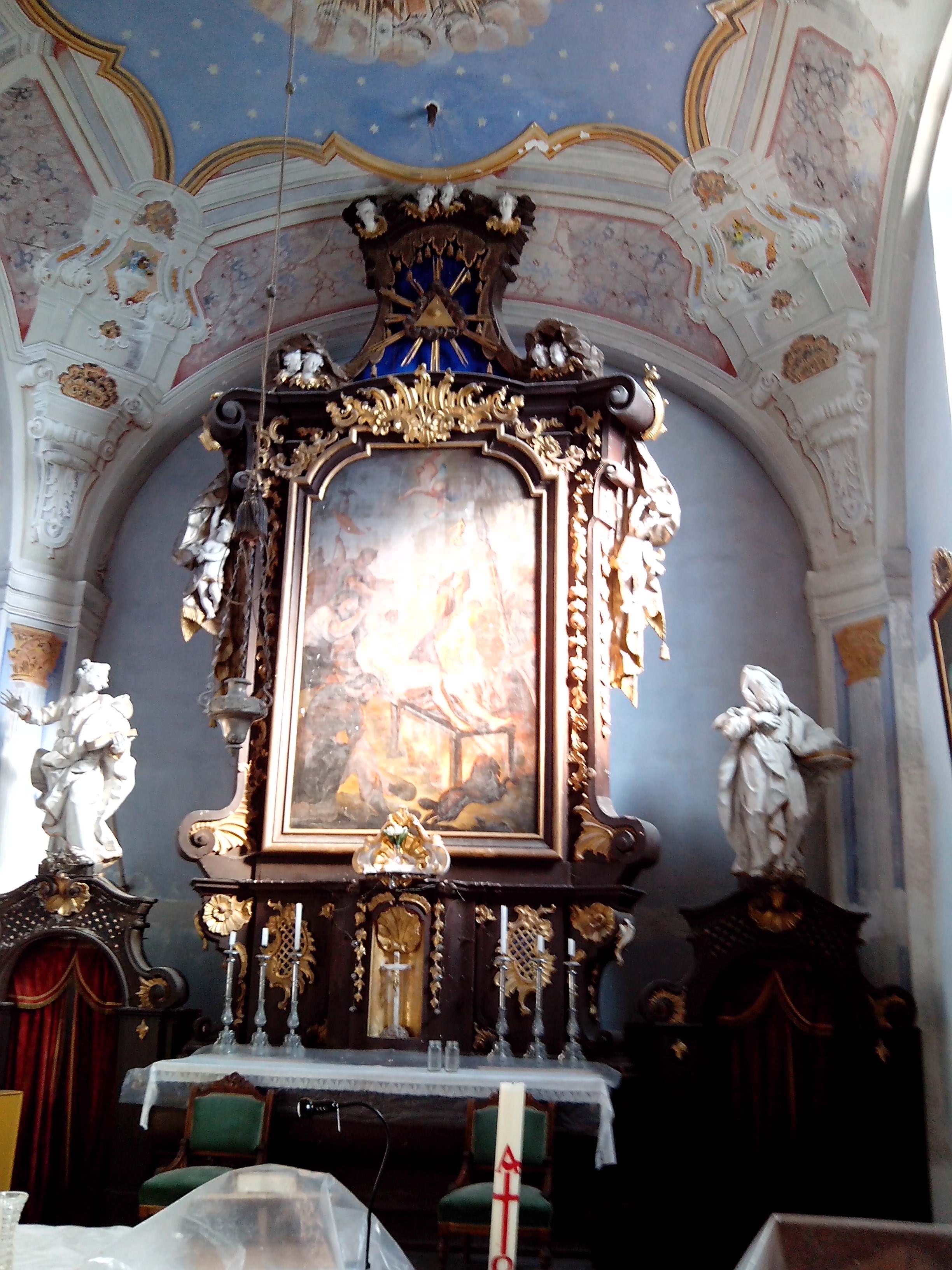
hlavní oltář
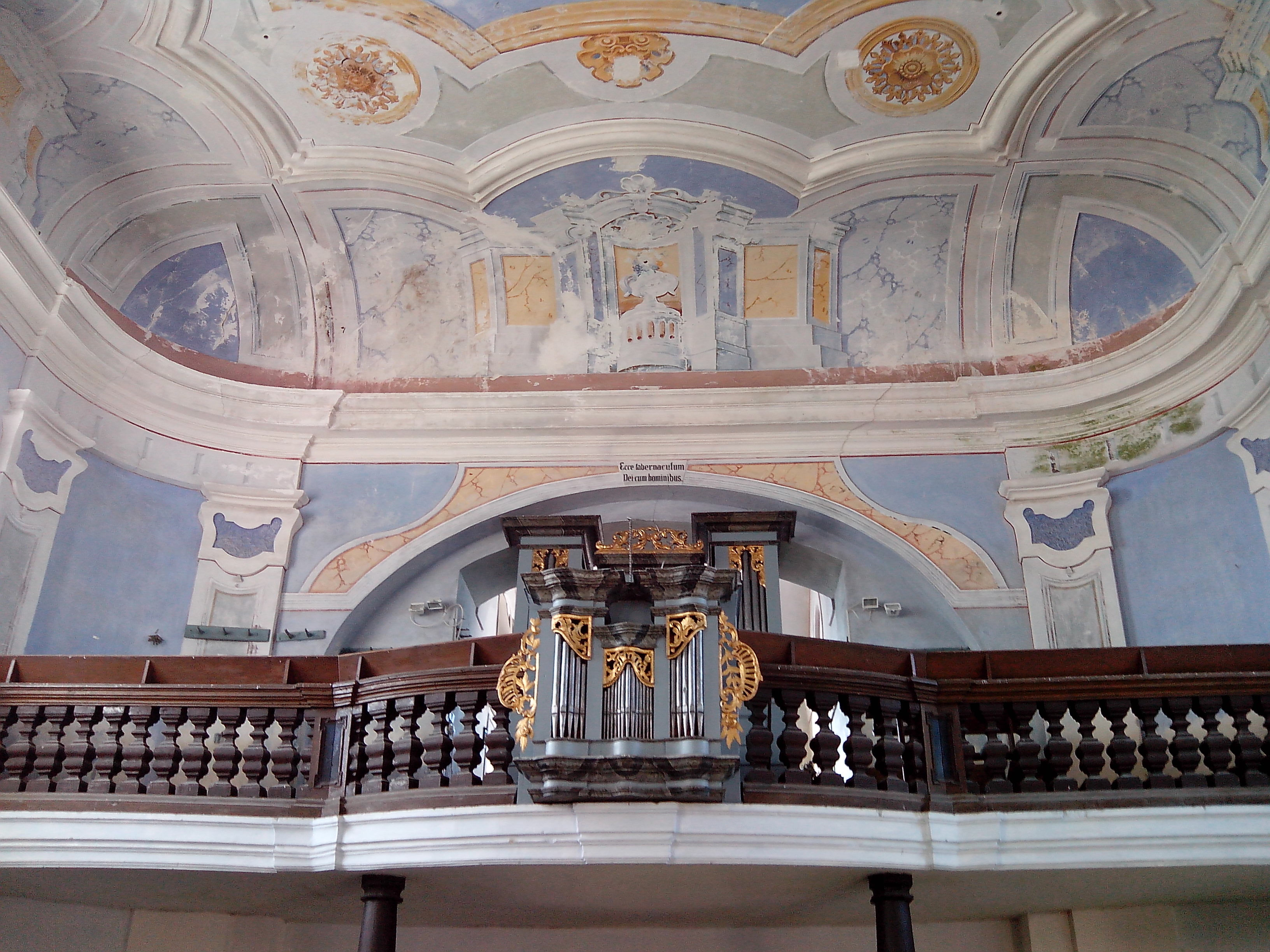
kruchta s varhany
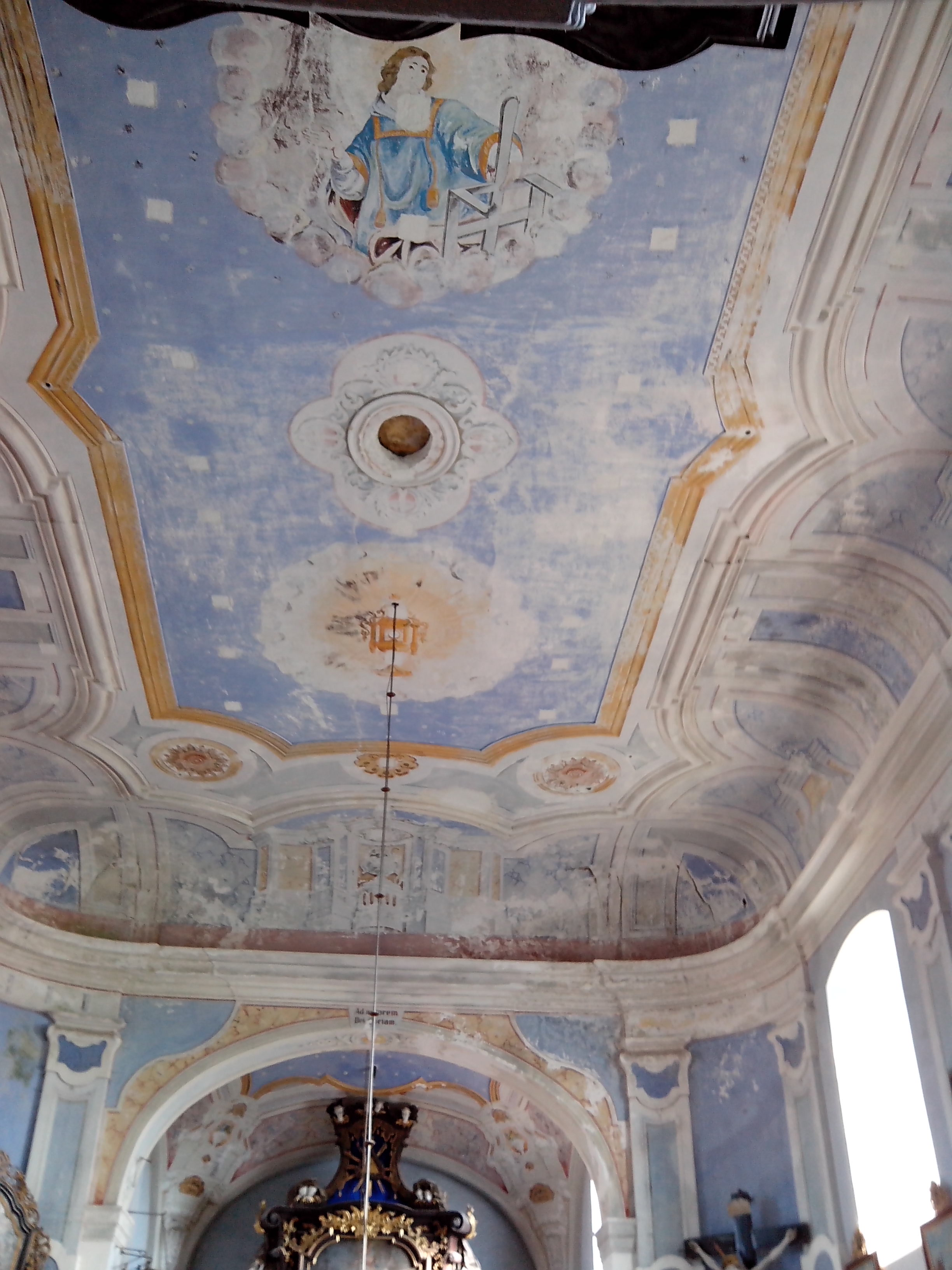
nástropní malba